# Burg Stolpe

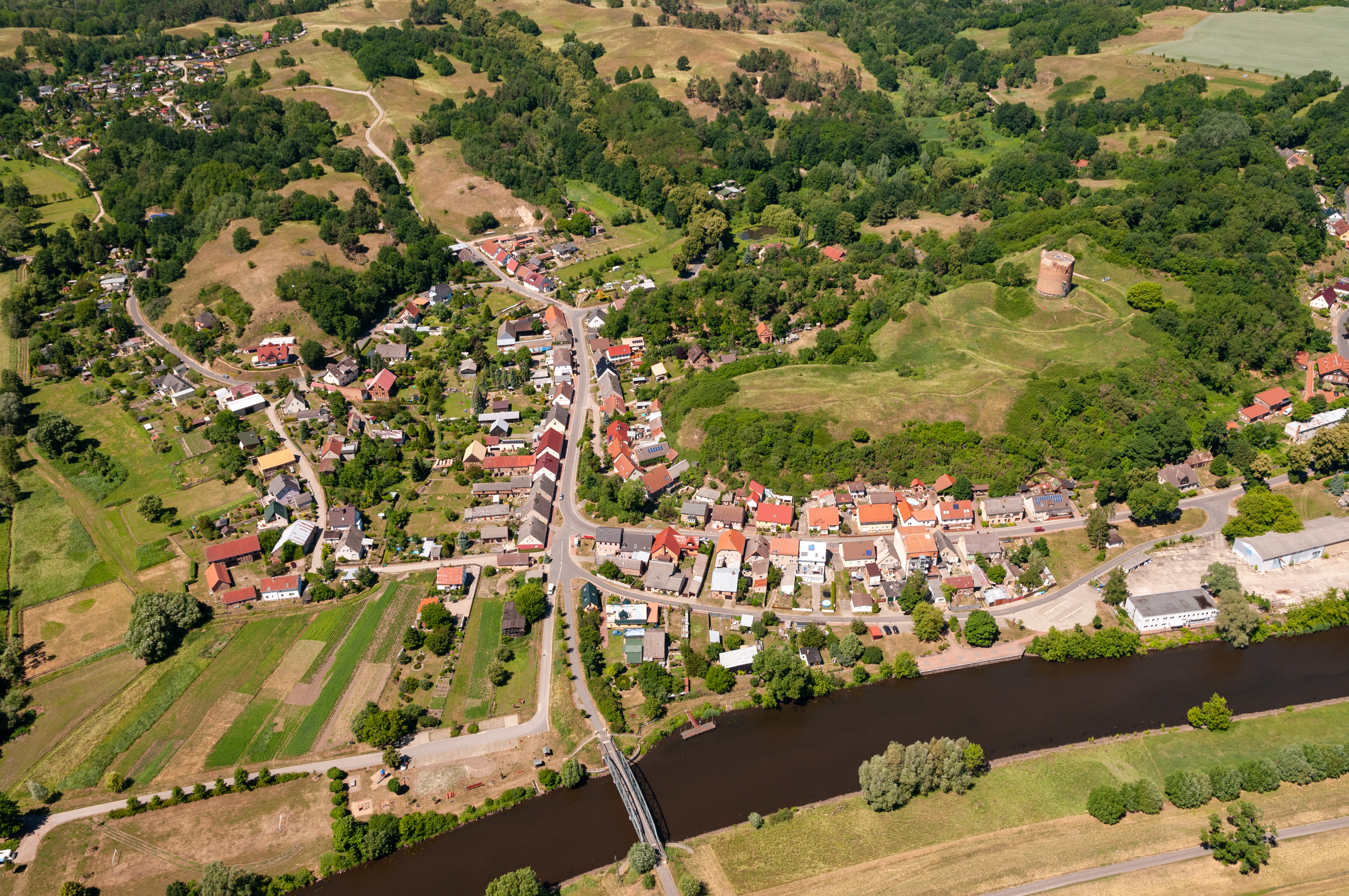
Lage des Grützpottes im Ort

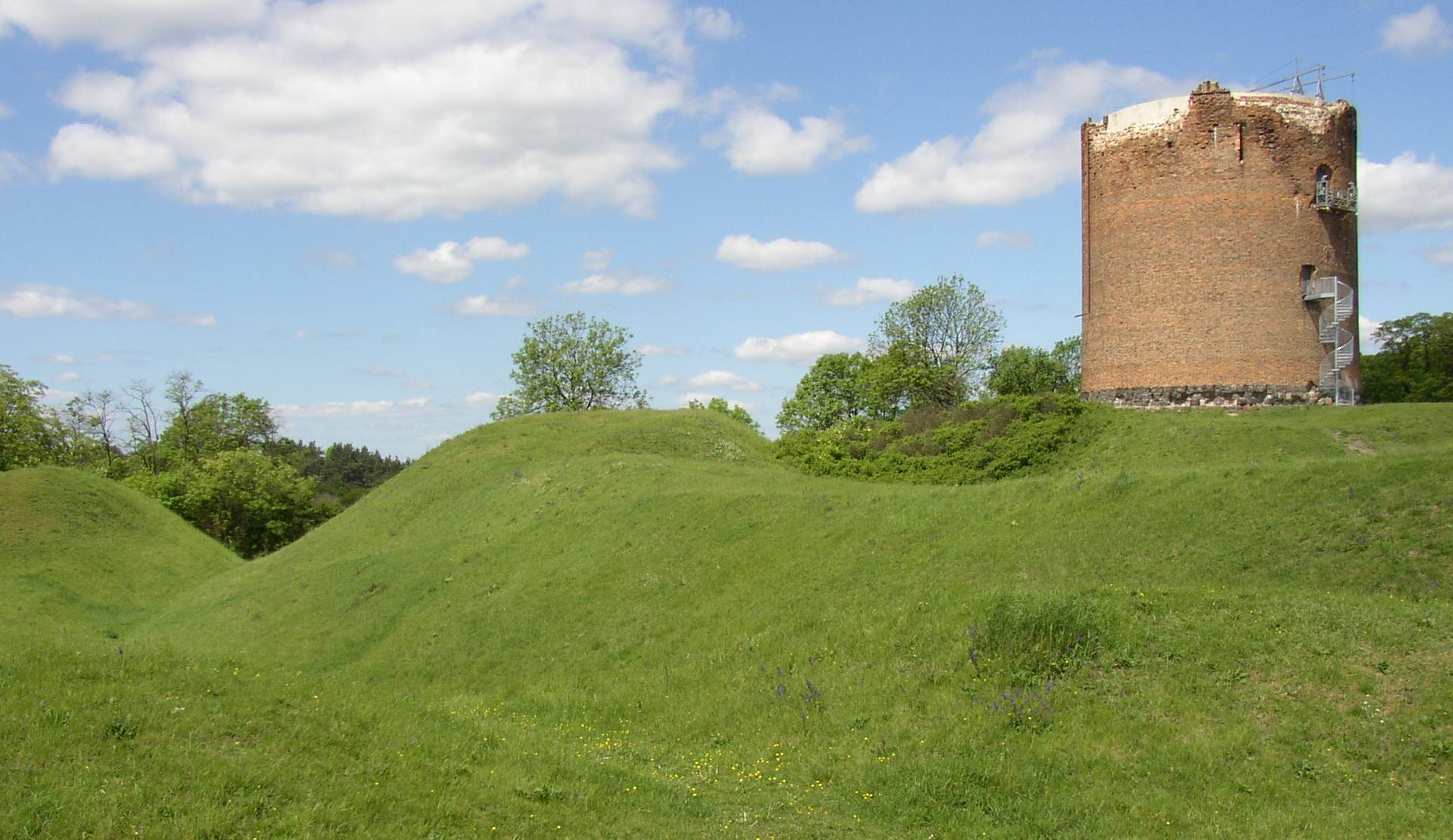
Wallanlage und „Grützpott“

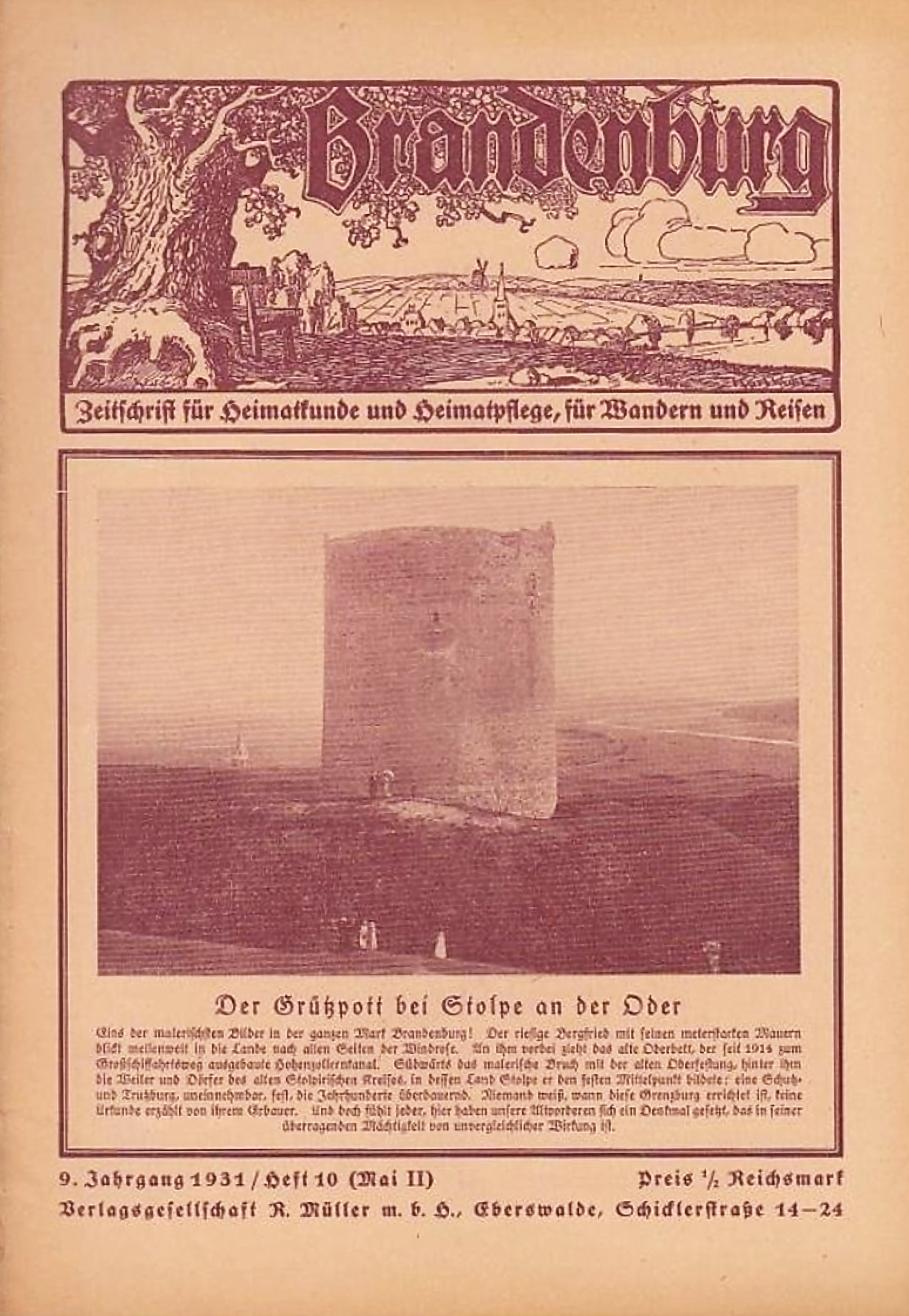
Der Grützpott in: Brandenburg, Zeitschrift für Heimatkunde (1931)

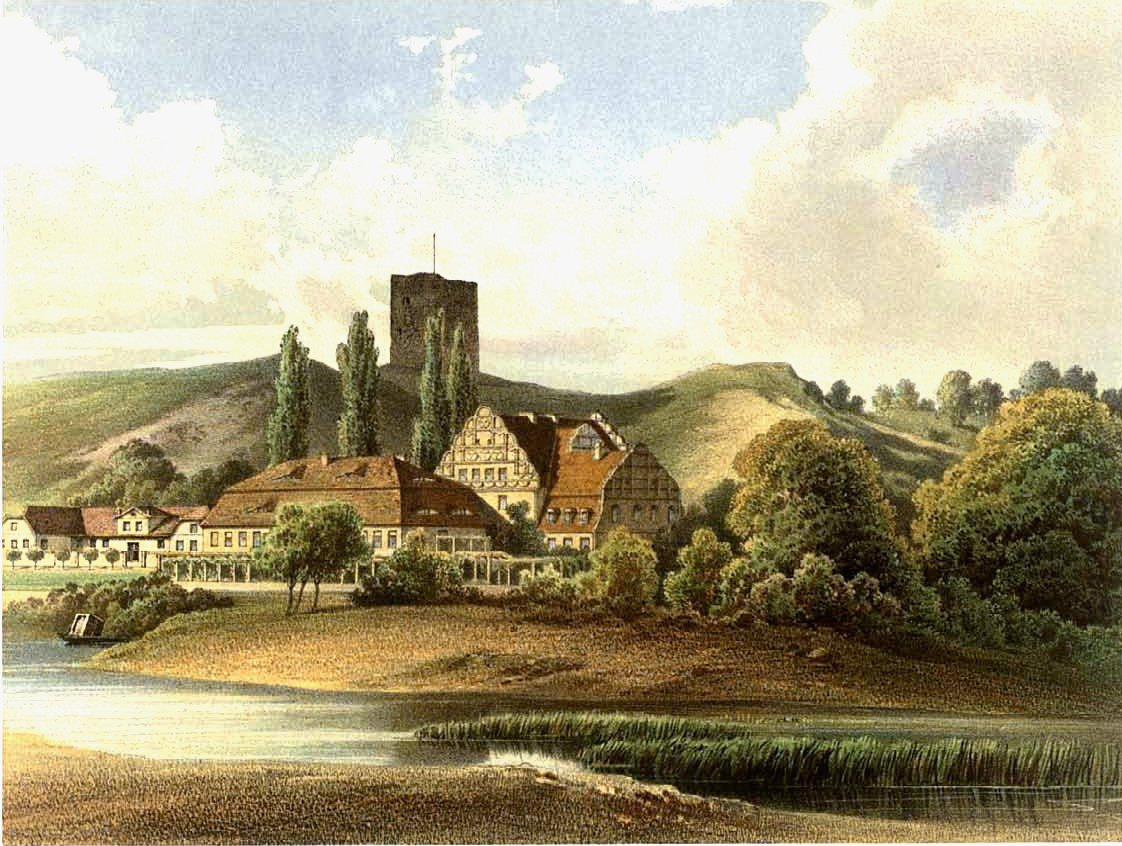
Burg Stolpe um 1860, Sammlung Alexander Duncker

Die Burg Stolpe ist die Ruine einer Höhenburg auf einer Anhöhe über Stolpe, seit 2003 ein Ortsteil der Stadt Angermünde, ungefähr 15 Kilometer südöstlich des Stadtzentrums im Landkreis Uckermark in Brandenburg. Der Turm ist mit 18 m Außendurchmesser der wahrscheinlich stärkste Bergfried in Deutschland. Auch wenn der Turm als Bergfried bezeichnet wird, ist er doch ein Wohn- und Wehrturm, da er bewohnt war. Der Turm wird, auf einer Sage beruhend, im Volksmund Grützpott genannt.

## Baubeschreibung
Von der mittelalterlichen Anlage ist heute neben den Wallanlagen nur noch der Wohnturm/Bergfried („Grützpott“) vorhanden. Mit einem Durchmesser von 18 Metern ist er der größte Bergfried in Brandenburg. Allerdings verfügt das Bauwerk über einen tief gelegten Unterbau, der einen Schutz gegen Unterminierung darstellt. Das würde den Schluss zulassen, dass das Bauwerk eher als Turmburg konzipiert wurde.
Erbaut wurde der Stolper Turm als romanischer Burgturm in Ziegelbauweise (Backstein). Das Mauerwerk wurde dabei getreppt geschichtet, so dass ein Innenraum entstand, der mit Feldstein und Mörtel ausgefüllt wurde.
Er war der höchste Teil einer umwallten Burganlage mit Ringmauer und Torhaus. Der untere Teil besteht aus Geschiebequadern sowie drei Lagen Sandstein (innen vier Lagen). Dieser als „Höör-Sandstein“ bezeichnete Stein ist kein Geschiebe. Er stammt aus dem heutigen Südschweden, das damals unter dänischer Herrschaft stand. Er belegt den dänischen Einfluss bis in dieses Gebiet. Die Steine wurden vermutlich mit Schiffen über die Ostsee und die Oder transportiert. Die Ziegelhöhe ändert sich von Beginn bis zum Abschluss der Maurerarbeiten. Die unteren Lagen sind rund 82 mm hoch, 119 mm breit und 257 mm lang, während die oberen rund 88 mm hoch, 123 mm breit und 261 mm lang sind. Experten schätzen, dass auf Grund der unterschiedlichen Färbung der Lagen insgesamt vier Bauphasen stattfanden. Der Turm wurde als wehrhaftes Wohngebäude errichtet. Genutzt wurde wahrscheinlich nur der Bereich ab etwa 10 m Höhe als Wohnbereich (79 m²) mit einer Deckenhöhe von etwa 4 m. Die darüber liegende Etage diente als Wehrplattform. Sie war durch einen Zinnenkranz gedeckt, damit es den Verteidigern möglich war, von dieser Höhe die gesamte Burganlage mit Waffen und Wurfgeschossen zu beherrschen.
Als Baumeister werden Dänen angenommen, weil die Umgebung von Stolpe zum Herzogtum Pommern gehörte, das unter dänischer Oberhoheit stand. Auch ist aus dem 12. Jahrhundert aus der benachbarten Markgrafschaft Brandenburg kein vergleichbares Bauwerk dieser Art bekannt. Das Ziegelmauerwerk ist äußerst homogen in Läufer- und Binderschichten ausgebildet, auffallend sind die exakt gefertigten Ziegel, eine Fertigung, die die Zisterziensermönche dieser Gegend Jahrhunderte später beim Bau des Klosters Chorin noch nicht beherrschten. Das Innere des Turms ist achteckig ausgeführt. Darin befinden sich insgesamt vier Nischen, die als Lichtschlitz, für einen Kamin sowie als Abort genutzt wurden. Die Funktion der vierten Nische konnte bislang nicht bestimmt werden. Experten vermuten, dass es sich um eine Wachnische handelt, da von dort aus der Handelsweg westlich der Burg eingesehen werden konnte.
Die Höhe des Turmes mit verdecktem Fundament beträgt etwa 25 m. Die Fundamente des Bergfrieds reichen etwa 10 m in die Erde. Im unteren Teil des Turms beträgt die Stärke der Mauer über 6 m. Zur Zeit der Erbauung hatte der Turm nur einen Hocheingang in etwa 10 m Höhe, der mit einer Zugleiter erreicht werden konnte. Dieser Eingang hat einen romanischen Torbogen als Abschluss. Das Untergeschoss war einmal etwa 18 m hoch und hatte als oberen Abschluss ein Bandrippengewölbe. Der achteckige Raum diente als Verlies und/oder Vorratsraum und war zur Zeit der Erbauung nur durch ein Angstloch zu erreichen. Experten spekulieren darüber, ob der Raum auch als Kapelle genutzt wurde. Dafür würde die große Dimensionierung und vergleichsweise hohe architektonische Qualität sprechen. Gegen die These einer Unterminierung spricht, dass hierfür eine einfache Feldsteinmauer ausreichend gewesen wäre. Im 19. Jahrhundert ließ Christian Leopold von Buch einen zweiten Zugang in Form eines leicht ansteigenden Stollens legen, der direkt in den Raum führte. Das Dach lag kegel- oder pyramidenförmig innerhalb des Wehrgangs und war mit Ziegeln (Mönch und Nonne) gedeckt.

## Geschichte
Ursprünglich befand sich an dieser Stelle eine slawische Wallanlage des 7./8. Jahrhunderts. Acht Gräber, darunter zwei bedeutende slawische Fürstengräber, aus der ersten Hälfte des 12. Jahrhunderts wurden durch die Beobachtung eines Dachsbaus entdeckt und im Herbst 2012 archäologisch untersucht. Sie zeugen u. a. von Kampfhandlungen in dieser Zeit. Die Anlage bestand aus zwei Siedlungsflächen, die durch davor liegende Gräben geschützt wurden. Innerhalb der Siedlungsflächen trennten Wälle aus Holz und Erde die Fläche in einzelne Parzellen. 1147 gerieten die Ukranen im Wendenkreuzzug unter pommersche Herrschaft. Experten vermuten, dass die Burg zu einem Verwaltungszentrum mit einem Kastellan ausgebaut wurde. 1184 geriet Pommern in den Einflussbereich des dänischen Königs Knut VI. Er errichtete innerhalb der Slawenburg eine Turmburg nach dänischem Vorbild, um das Grenzgebiet gegen die Markgrafen von Meißen und Brandenburg zu sichern. Hinzu kamen eine Ringmauer, ein Turmhügel, ein Graben sowie ein Außenwall. Um 1250 kam die südliche Uckermark in den Besitz der Askanier. Die Burg wurde Sitz des Vogtes der Markgrafen von Brandenburg und als terra Stolpensis – später Stolpirischer Kreis – bezeichnet. Der sich um die Burg entwickelnde Ort erhielt 1286 durch die Markgrafen Otto IV. und Konrad I. Stadtrechte. Eine Befestigung der Stadt unterblieb jedoch. 1301 wurde die Vogtei an das Erzbistum Magdeburg verpfändet, kam jedoch bereits 1324 durch einen Schiedsspruch von König Christoph II. von Dänemark wieder an Brandenburg. 1355 trat Markgraf Ludwig II. die Burg an Pommern ab. Sie blieb bis 1446 bei Pommern. Die Herzöge von Pommern belehnten mit der Burg verschiedene adlige Familien. Im Krieg gegen Pommern um die Uckermark eroberte 1445 der Kurfürst von Brandenburg, Friedrich II. Eisenzahn, die Burg Stolpe. Dabei brannte der obere Teil der Burg durch den Einsatz von Glühkugeln und Brandpfeilen ab, die Trümmer bildeten eine meterdicke Schicht aus Schutt, die die Substanz des Turms für weit über 500 Jahre schützten. Die Burg war seit 1445 Ruine und wurde nicht wieder aufgebaut.

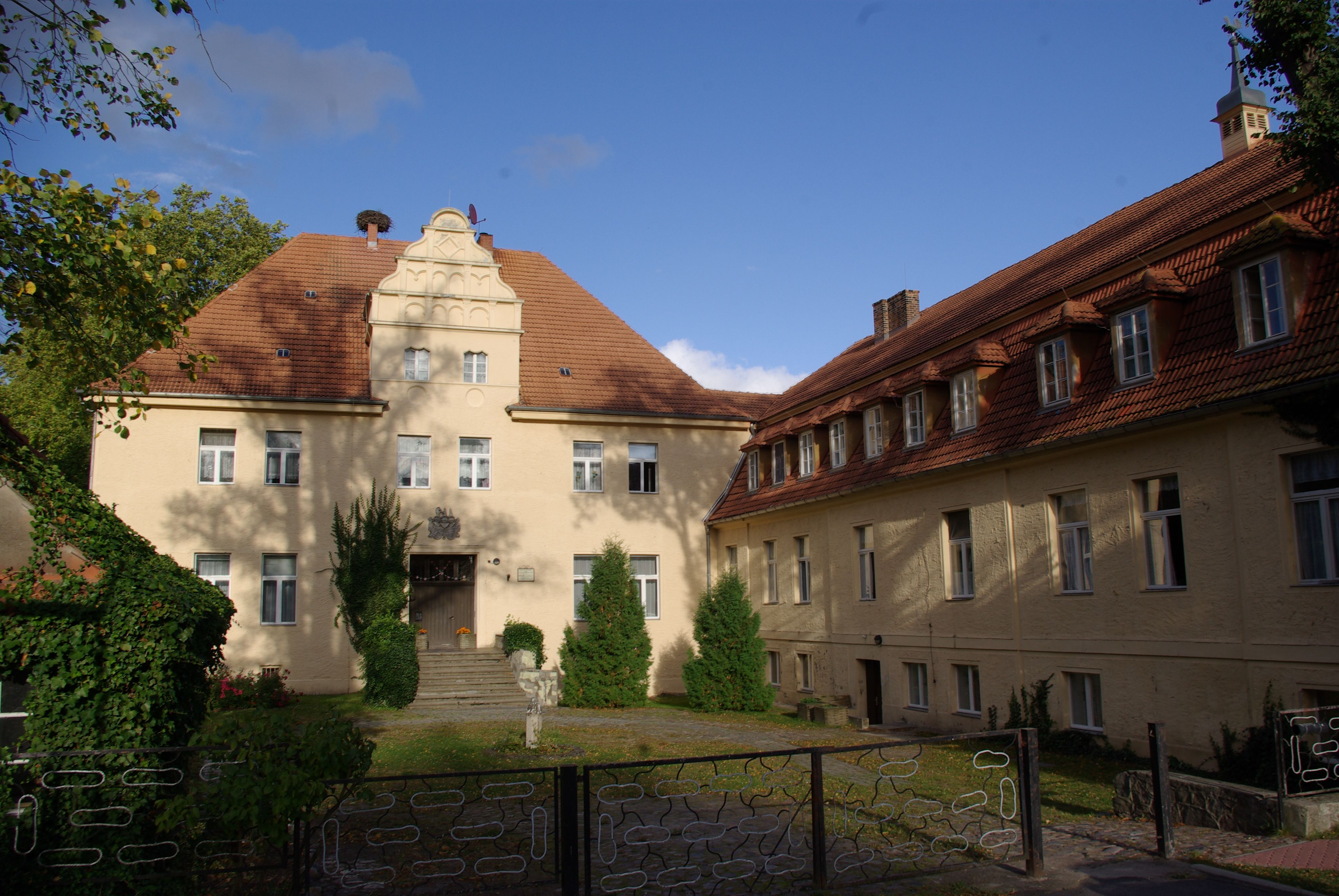
Das neue Schloss in Stolpe

Im Januar 1446 bestätigte der Besitzer der Burg Hans von Buch, dass Kurfürst Friedrich II. die Anlage erobert habe. Der Kurfürst überließ Hans von Buch die Burg als brandenburgisches Lehen. Mit der Errichtung eines Schlosses im Ort im Jahre 1553 verlor die Anlage an Bedeutung und verfiel im Laufe der Zeit.
Zu Lebzeiten des in Stolpe geborenen Geologen Leopold von Buch (1774–1853), einem Freund von Alexander von Humboldt, etwa im Jahr 1840 (andere Quellen nennen 1844), wurde ein weiterer unterirdischer Zugang durch einen Stollen aus etwa nördlicher Richtung angelegt. Dieser Stollen wird der Initiative von Buchs zugeschrieben, was nicht belegt ist.
Das Schloss wurde 1917 durch einen Brand schwer beschädigt und erst 1921/1922 mit erheblichen Änderungen wiederhergestellt. Gegen Ende des Zweiten Weltkriegs erhielt der Turm am 26. April 1945 durch sowjetischen Artilleriebeschuss drei Volltreffer. Daraufhin wurde das Feuer eingestellt, weil kaum Schaden am Turm festzustellen war. Die Einschüsse sind deutlich nahe dem ersten Eingang und im Sandsteinfundament zu erkennen.
Seit 1956 steht das Bauwerk unter Denkmalschutz. Bis zur Wende 1990 blieb der Turm weitgehend unberührt. In den Wirren der ersten Nachwendejahre begann ein Investor aus den alten Bundesländern, den Turm mit ABM-Kräften zu enttrümmern, wobei auf archäologische Funde keine Rücksicht genommen wurde. Durch das Abtragen des Schuttes vom Oberteil des Turms setzte eine sehr schnelle Verwitterung ein. Mittlerweile waren Denkmalschützer aufmerksam geworden; der Investor hatte sich mit den Fördergeldern abgesetzt, und der Turm konnte erhalten bleiben.
Als Notmaßnahme erhielt der Turm im Jahr 1992 eine Art „inneren Ringanker“ aus Stahlbeton sowie eine neue Abdeckung zur Rettung der Bausubstanz. Bei der Sanierung verfestigten Experten das Ringmauerwerk und ergänzten punktuell einige Ziegel. Ein Ringanker aus Stahlbeton sichert seit 2003 die Mauerkrone. Zu dieser Zeit war zunächst keine touristische Nutzung geplant. Erst 2006 bis 2007 errichteten Handwerker eine Wendeltreppe, die zum zweiten, spätgotischen Eingang in sechs Metern Höhe führt. Der Innenraum wurde weitgehend belassen, um den ruinenhaften Charakter zu erhalten. Lediglich der Fußbodenbelag im Obergeschoss wurde mit Klosterformatziegeln ersetzt. Der obere Teil des Turms sowie das Dach liegen auf einer selbsttragenden Konstruktion aus Stahlrohr. Das Angstloch wurde mit einer Umwehrung gesichert, damit Besucher ohne Gefahr hineinschauen können. Auf dem begrünten Dach errichteten Handwerker eine Aussichtsplattform für etwa zehn Besucher. Seit Ostern 2008 ist die Burg wieder der Öffentlichkeit zugänglich.

## Legenden
Immer wieder wurde berichtet, dass es einen geheimen Notausgang aus dem Turm gebe. Ein kurzer, wenige Meter langer Gang Richtung Nordwest wurde noch nicht näher untersucht, angeblich kann man nach einigen Metern stehen. Dieser Gang kann aber auch darauf zurückzuführen sein, dass es einst beim Auftreffen auf einen größeren Findling keine Möglichkeiten gab, diesen zu entfernen. Deshalb wurde möglicherweise der heute noch existierende Gang ein paar Meter weiter vorgetrieben.

## Die Grützpott-Sage
Vor vielen Jahrhunderten, so die Sage, lebte auf der Burg der Raubritter Tiloff. Er hatte es vor allem auf Handelsleute abgesehen, die durch sein Gebiet zogen. Er hatte eines Tages einen Kaufherrn aus Schlesien ausspioniert, der eine volle Geldkatze trug. Als der Kaufmann durch den Stolper Wald ritt, überfiel ihn der Ritter mit gezogenem Schwert. Doch der Kaufmann hatte bereits eine Pistole, geladen mit einem silbernen Knopf vom Kleid seiner Frau. Der Knopf drang dem Ritter ins Herz und er fiel tot vom Pferde. Entsetzt flohen dessen Knappen zur Burg.
Bald drang die Kunde vom Tod des verhassten Tiloff in die umliegenden Dörfer, und die Bauern rotteten sich zusammen, um die verhasste Burg zu zerstören. Die Burg hatten sie bald eingenommen, da war aber noch der Bergfried. Die Verteidiger warfen aus der Höhe alles Mögliche auf die Stürmer. Als sie nichts mehr zu werfen hatten, warfen sie ihr fertiges Mittagessen, einen dicken Grützbrei, auf die Belagerer. Dieser Brei fiel dem Stolper Schmied, welcher auf der obersten Leitersprosse stand, gerade auf seine Sturmhaube. Mit den Worten „Den Grützpott war’n wi bald utschüren“ schlug er mit einer Eisenstange die Bohlentür zum Turm ein. Das war das Ende des Raubnestes. Die Mauern wurden geschleift, den dicken Turm, den Grützpott, ließ man zur Erinnerung stehen.

## Bildergalerie

Prinzipskizze, Querschnitt des Turms
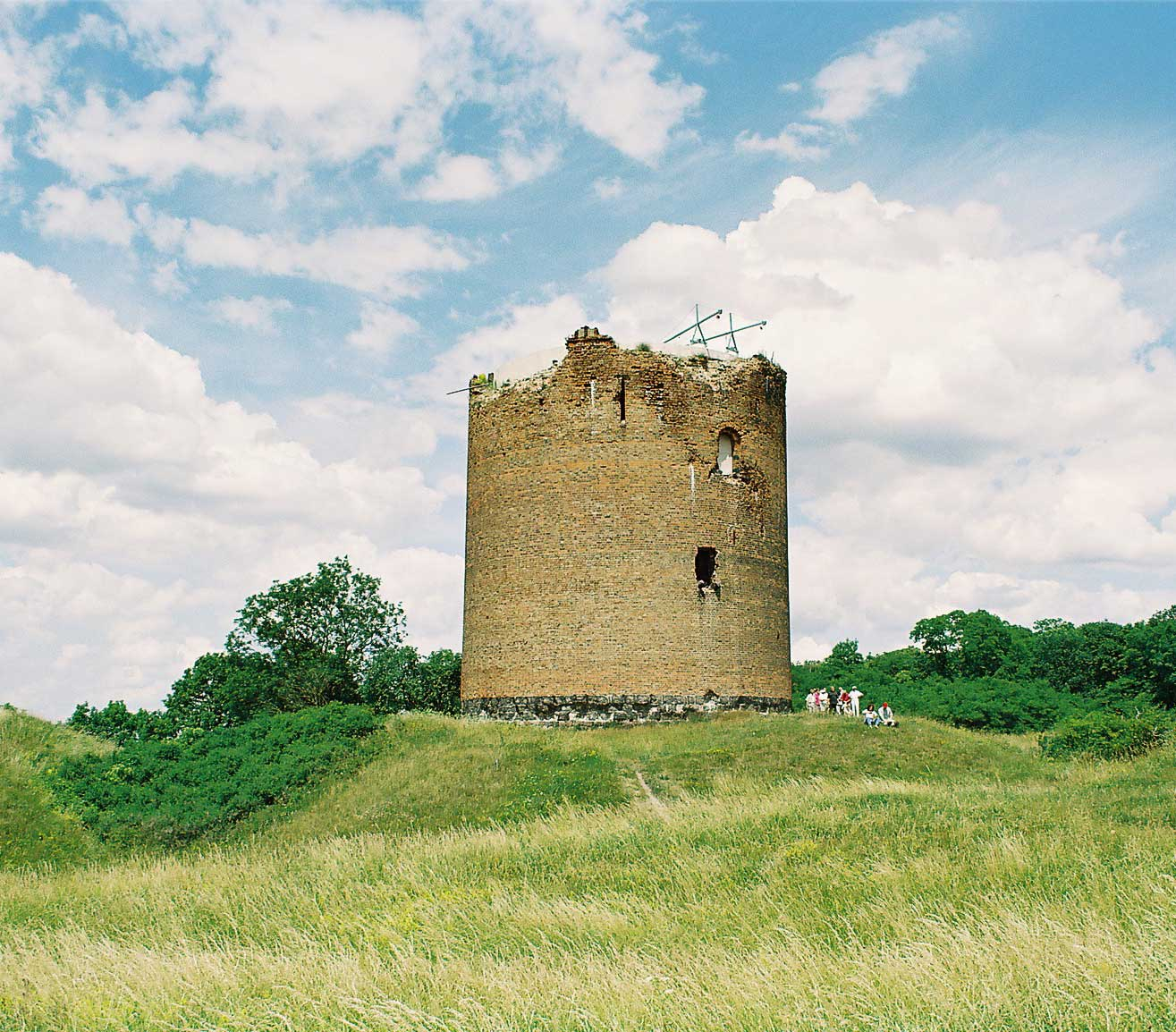
Zustand 2006
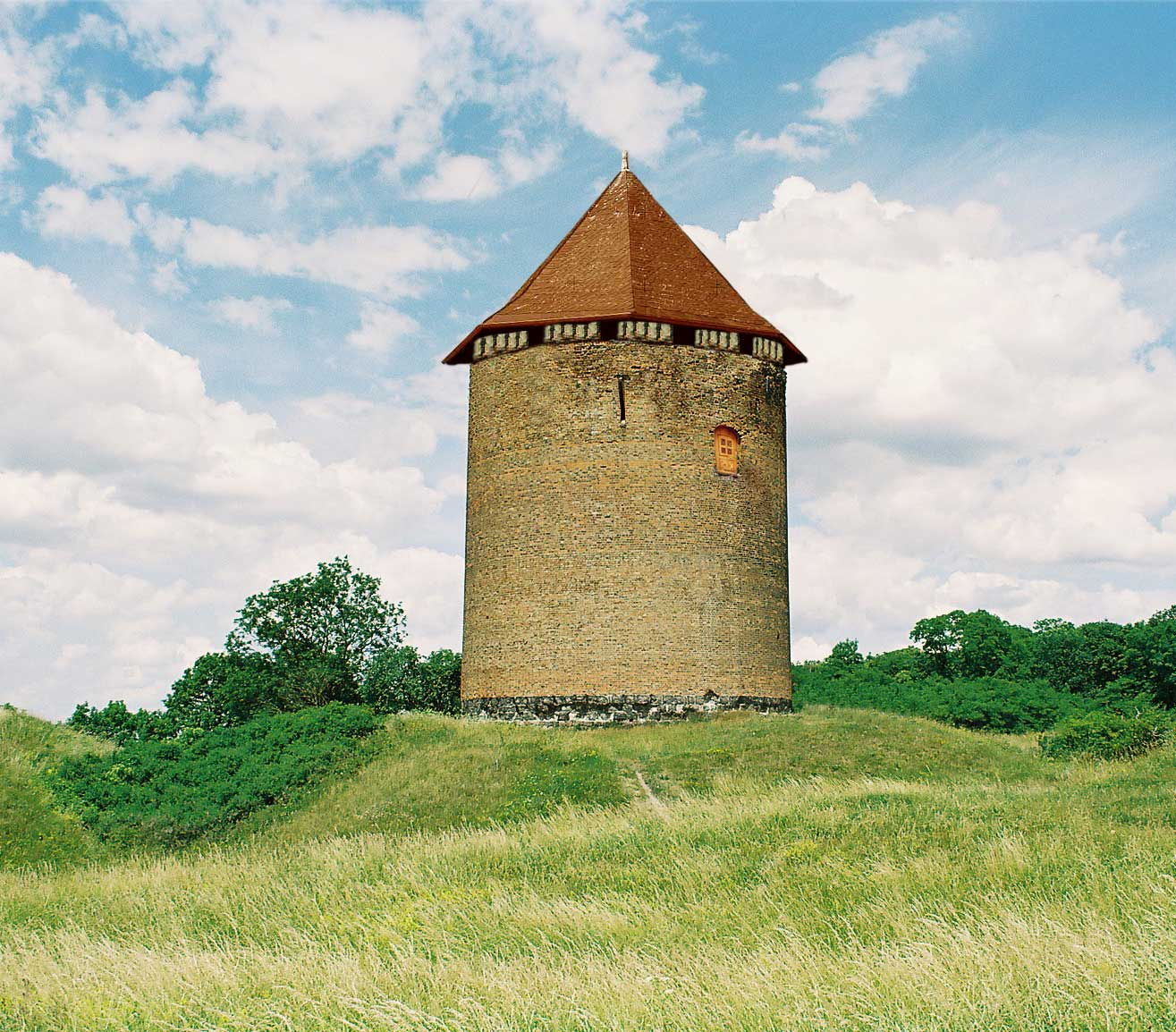
Rekonstruktion des Stolper Turms (Fotomontage)
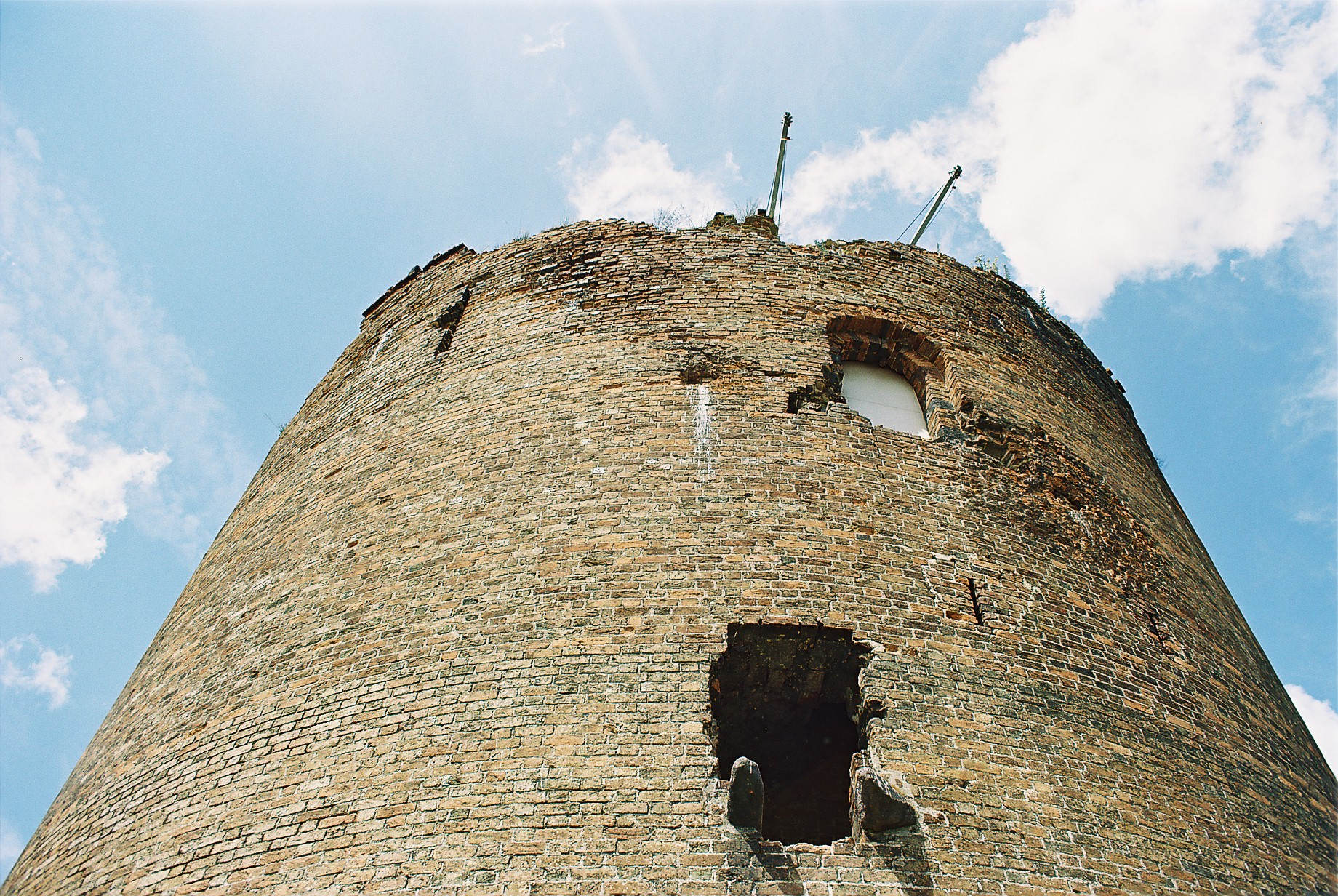
Detailaufnahme
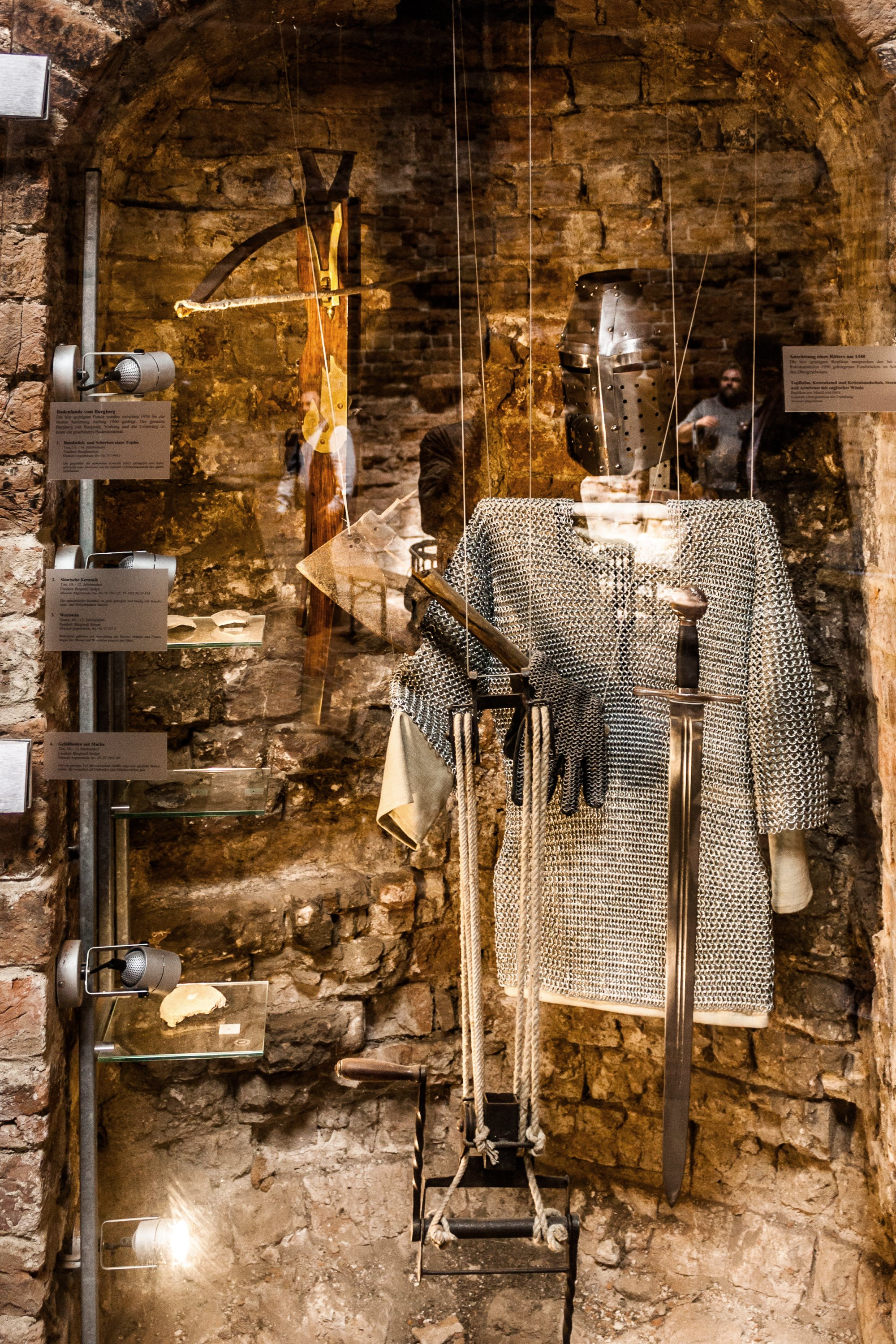
Innenansicht Burgturm Stolpe
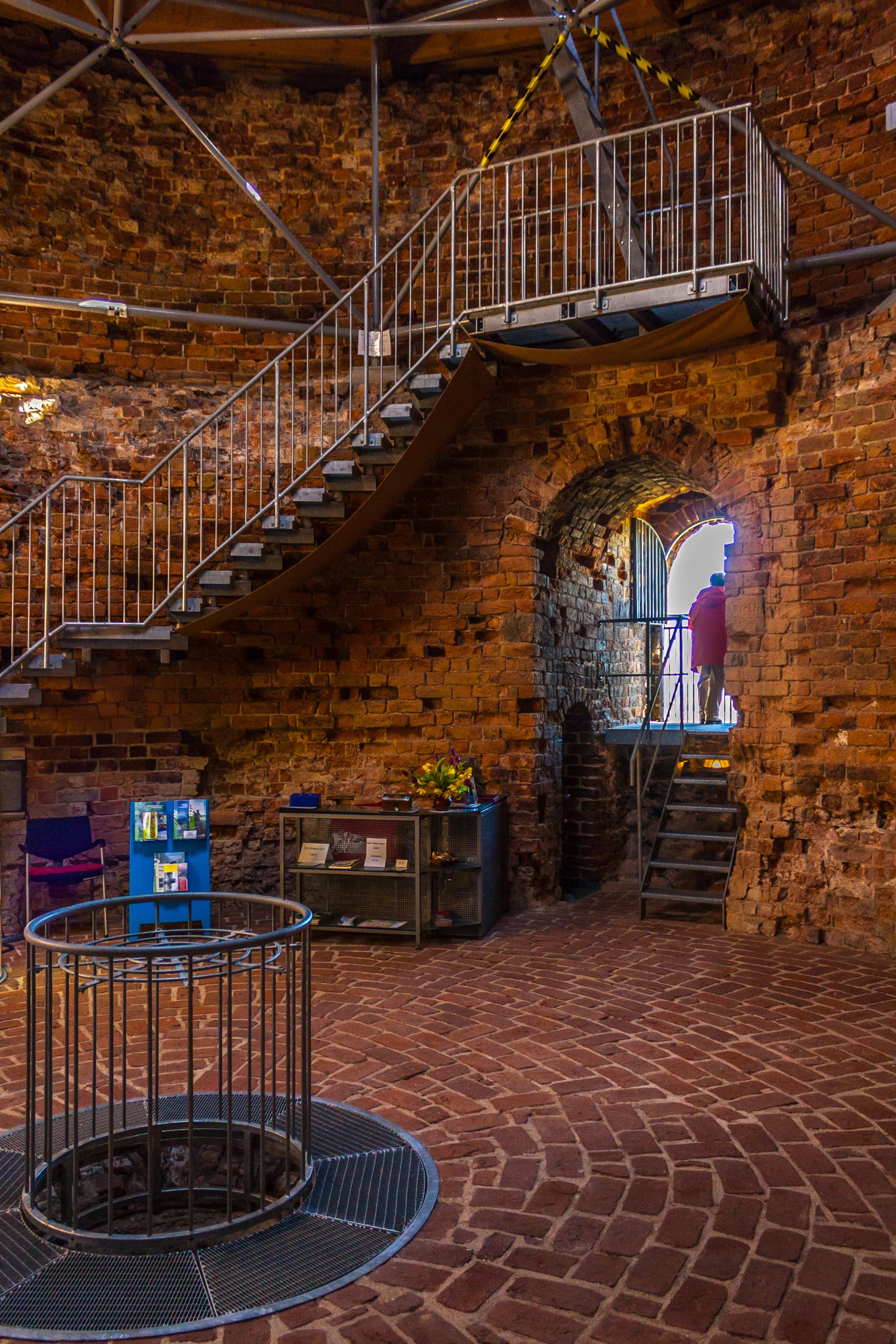
Innenansicht Burgturm Stolpe
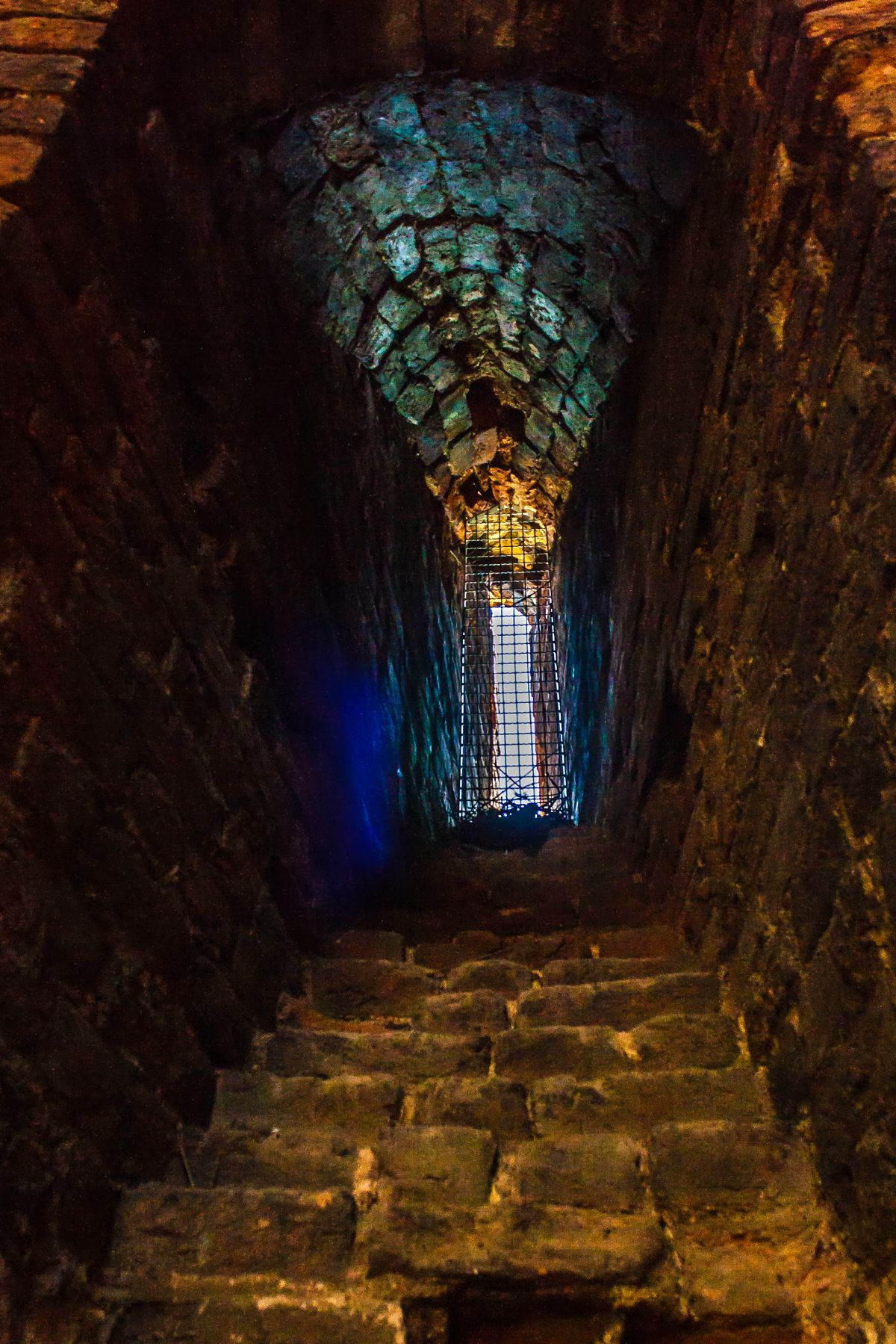
Mauerwerk Burgturm Stolpe
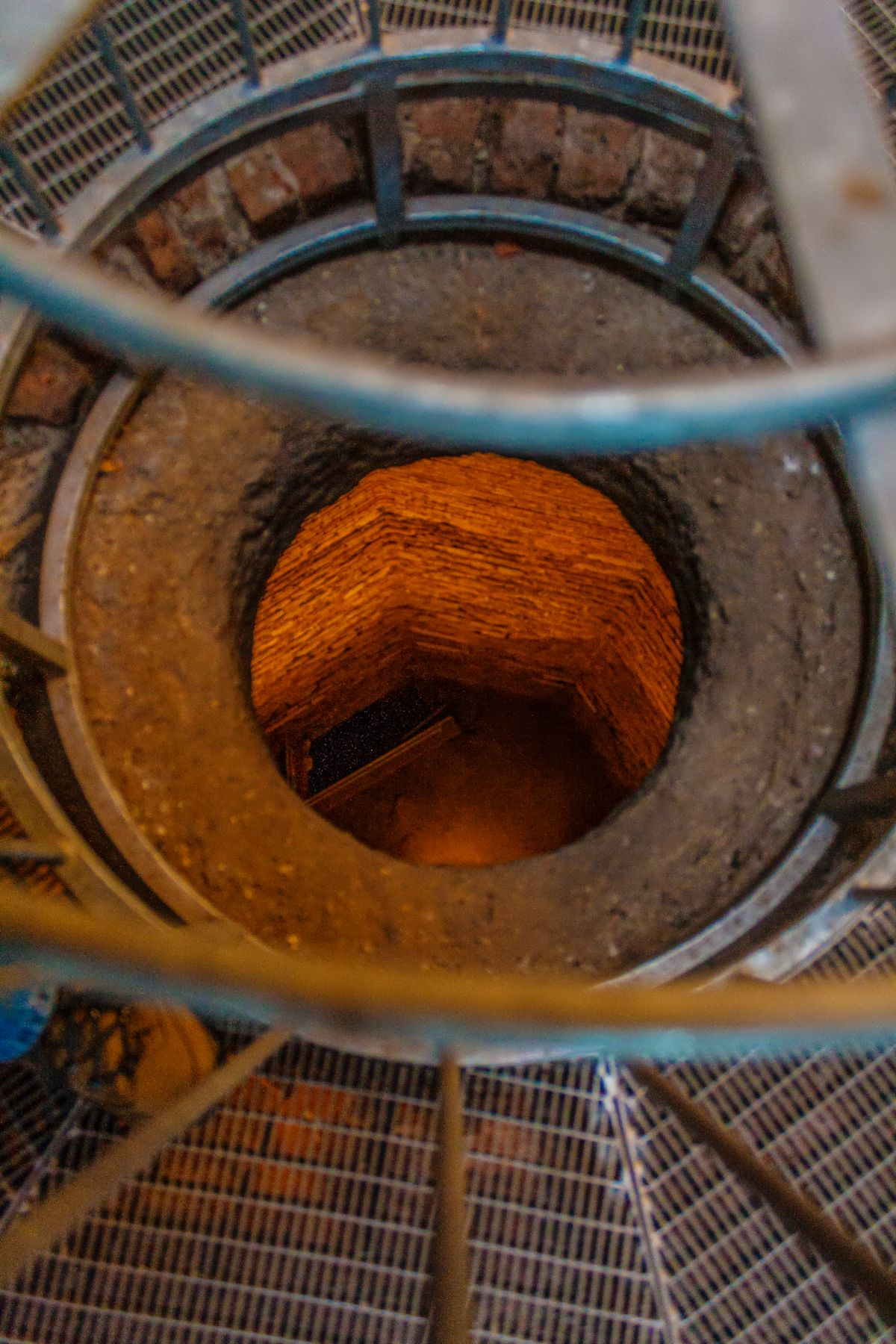
Angstloch zum Verlies oder Lagerraum
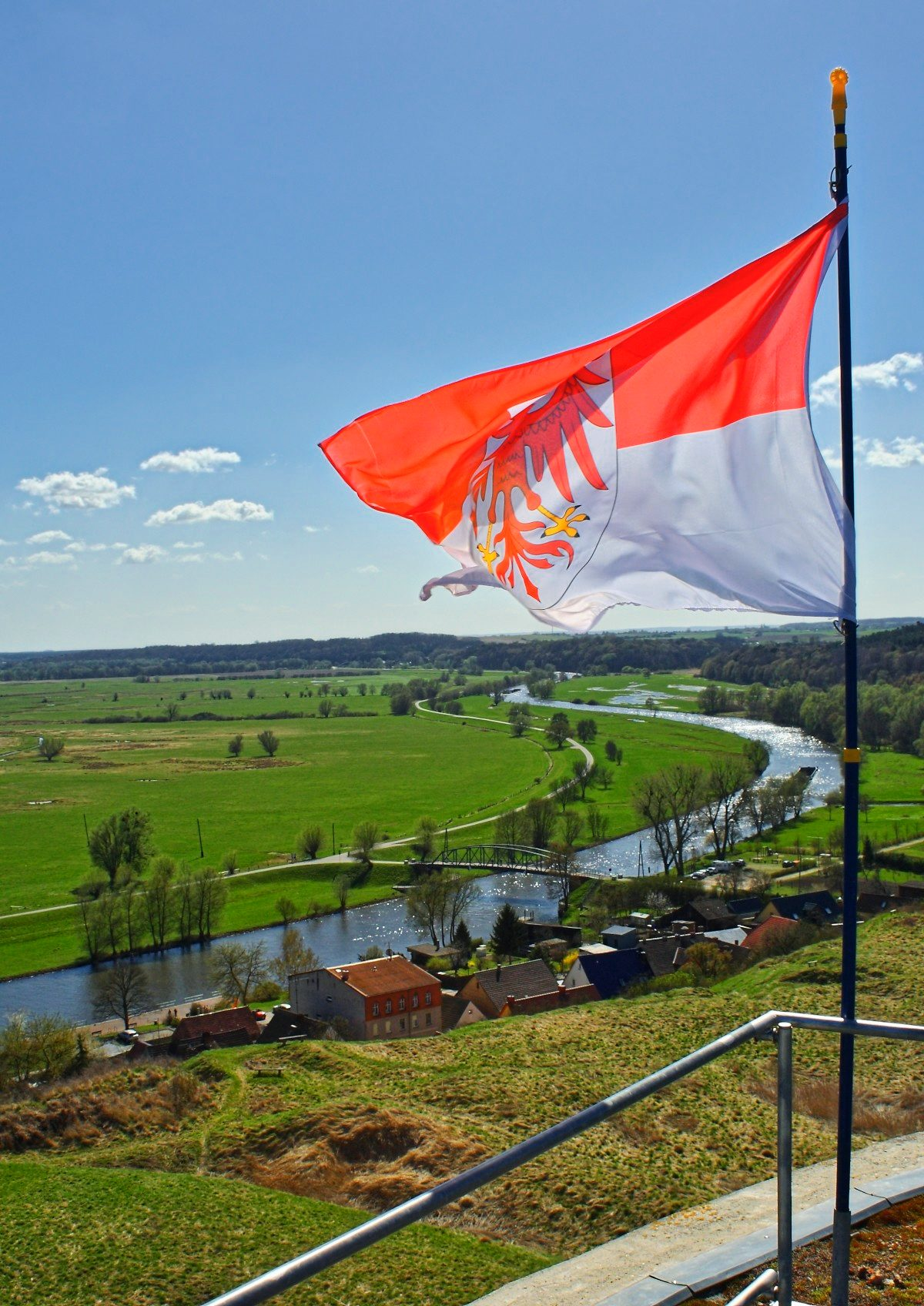
Blick vom Stolper Turm in das untere Odertal